# Alışar (Azerbaigian)
Alışar è un comune dell'Azerbaigian situato nel distretto di Şərur.